# Электрошок (фильм, 2006)
«Электрошок» (исп. Electroshock, английский вариант названия «A Love to Keep») — испанская драма 2006 года режиссёра Хуана Карлоса Клавье.

## Сюжет
Эльвира пытается покончить жизнь самоубийством, но её спасают. В больнице ей предъявляют обвинение в убийстве своей любовницы Пилар. Их история началась ещё в 1970-х годах, когда две учительницы полюбили друг друга. Когда мать Пилар узнала о лесбийской связи дочери, она применила своё влияние, и вместе с отцом они заключили Пилар в клинику для душевнобольных. Там к Пилар применялась техника электрошока в попытке излечить её «заболевание». Выйдя через несколько лет из больницы, Пилар подавлена и угнетена. Но любовь к Эльвире не умерла. Женщины снова встречаются и воссоединяются. Однако психика Пилар повреждена долгим заключением в больнице. Она просит Эльвиру убить её.

## Актерский состав
| В ролях           |  | Персонаж |
| ----------------- |  | -------- |
| Карме Элиас       |  | Пилар    |
| Сьюзи Санчес      |  | Эльвира  |
| Джульета Серано   |  | Кармела  |
| Джули Мира        |  | Фернандо |
| Серджио Кабальеро |  | Марио    |